# Perilissus rubropunctatus
Perilissus rubropunctatus är en stekelart som först beskrevs av Gabriel Strobl 1901.  Perilissus rubropunctatus ingår i släktet Perilissus och familjen brokparasitsteklar. Inga underarter finns listade i Catalogue of Life.